# Restaurant Startup
Restaurant Startup è stato un reality trasmesso sulla CNBC, che ha debuttato nel 2014. 
In ogni episodio si presentano due partecipanti (ogni partecipante può essere costituito da una coppia o da una singola persona). Entrambi presentano la propria idea di ristorazione a due investitori esperti nel campo, Joe Bastianich e Tim Love. Al termine delle relative presentazioni, Joe e Tim scelgono il partecipante a cui dare la possibilità di dimostrare la validità della propria idea. Al prescelto viene dato uno spazio a disposizione in cui allestire il proprio ristorante temporaneo e una somma di denaro da investire in attività di marketing, acquisto di materiali e materie prime. Una volta inaugurato il ristorante, hanno un giorno di tempo per cercare di persuadere i due investitori che la loro idea di startup funziona. Al termine della giornata, i due investitori possono decidere se fare o meno un'offerta (ciascun investitore farà eventualmente la propria). In caso vi siano delle offerte, i partecipanti devono decidere se accettare o rifiutare. Durante le prime due stagioni, gli investitori erano ristoratori celebrità Joe Bastianich e Tim Love. Dalla terza stagione, si aggiunge al duo Elizabeth Blau. In ogni episodio sono sempre presenti almeno due dei tre investitori.

## Episodi

### Stagione 1
| N. nella stagione | N. totale | Titolo originale                   | Prima TV USA   |
| ----------------- | --------- | ---------------------------------- | -------------- |
| 1                 | 1         | Exotic Eats U.S. Currency          | 8 luglio 2014  |
| 2                 | 2         | A Truck Load of Money              | 15 luglio 2014 |
| 3                 | 3         | Cold Cash for Warm Bread           | 22 luglio 2014 |
| 4                 | 4         | Small Plate Big Money              | 29 luglio 2014 |
| 5                 | 5         | Pasta-bilities for Investment      | 5 agosto 2014  |
| 6                 | 6         | Sweet Investment                   | 12 agosto 2014 |
| 7                 | 7         | Comfort Food Cash-In               | 19 agosto 2014 |
| 8                 | 8         | The Best Ingredient for Investment | 26 agosto 2014 |

### Stagione 2
| N. nella stagione | N. totale | Titolo originale         | Prima TV USA     | Spettatori prima TV USA |
| ----------------- | --------- | ------------------------ | ---------------- | ----------------------- |
| 9                 | 1         | Vision of Vietnamese     | 13 gennaio 2015  | N/A                     |
| 10                | 2         | The Comeback Cook        | 20 gennaio 2015  | N/A                     |
| 11                | 3         | Young Hustlers           | 27 gennaio 2015  | 524 000                 |
| 12                | 4         | Seconds Please!          | 2 febbraio 2015  | N/A                     |
| 13                | 5         | From the Streets         | 10 febbraio 2015 | N/A                     |
| 14                | 6         | Movinʻ Out               | 17 febbraio 2015 | 441 000                 |
| 15                | 7         | The Ultimate Cockfight   | 24 febbraio 2015 | N/A                     |
| 16                | 8         | Pie vs. Pie              | 3 marzo 2015     | N/A                     |
| 17                | 9         | Small Markets Big Dreams | 10 marzo 2015    | 286 000                 |
| 18                | 10        | The Food of the Future   | 17 marzo 2015    | 393 000                 |

### Stagione 3
| N. nella stagione | N. totale | Titolo originale               | Prima TV USA     | Spettatori prima TV USA |
| ----------------- | --------- | ------------------------------ | ---------------- | ----------------------- |
| 19                | 1         | Raising the Stakes             | 6 gennaio 2016   | 399 000                 |
| 20                | 2         | A Star is Born                 | 13 gennaio 2016  | 295 000                 |
| 21                | 3         | From the Ashes                 | 20 gennaio 2016  | 251 000                 |
| 22                | 4         | Fast Cheap and Out of the Box! | 27 gennaio 2016  | 385 000                 |
| 23                | 5         | A Place in the Sun             | 3 febbraio 2016  | 305 000                 |
| 24                | 6         | Late-night Munchies            | 10 febbraio 2016 |                         |
| 25                | 7         | Cutting the Apron Strings      | 17 febbraio 2016 |                         |
| 26                | 8         | Act Now Before It's Too Late!  | 24 febbraio 2016 |                         |
| 27                | 9         | Too Hot to Handle              | 2 marzo 2016     |                         |